# Пелдожское
Пе́лдожское — озеро в Пряжинском районе Карелии.

## Общие сведения
Котловина ледникового происхождения.
Озеро вытянуто в направлении с юго-запада на северо-восток. Значительные заливы — Ланзегуба, Никонова губа и Мельничная губа.
Берега отлогие, песчаные и каменистые, в северном конце озера заболочены, покрыты лесом из лиственных пород. На озере три острова общей площадью 0,01 км².
Основные притоки — короткий проток из Святозера, а также из Лижменского озера через небольшую речку. Кроме того, в озеро впадают ручьи, вытекающие из близлежащих болот. С северо-востока в озеро впадает река Ланзиоя.
Сток — Святрека — находится в северном конце озера.
Дно покрыто илом. Высшая водная растительность развита значительно и представлена, главным образом, тростником.
В озере обитают окунь, щука, плотва, лещ, ряпушка, ёрш и налим.
Средняя амплитуда колебаний уровня составляет 63 см.